# 코르동 블뢰

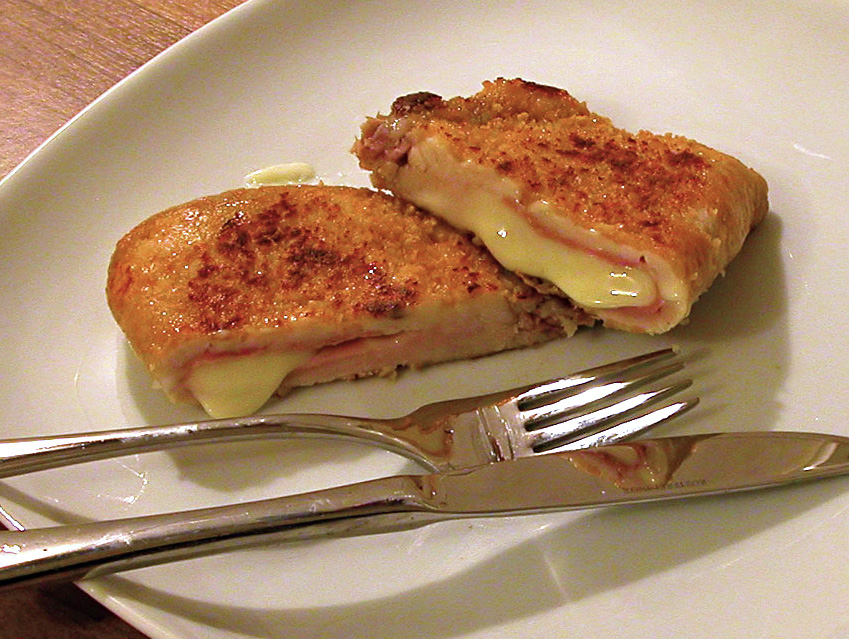
코르동 블뢰

코르동 블뢰(프랑스어: Cordon bleu)는 얇은 햄을 치즈에 싸서 기름에 튀기거나 구운 고기 커틀릿이다. 전통적으로 송아지고기를 사용하지만, 돼지고기 및 닭고기도 사용된다. 닭고기는 닭가슴살을 얇게 저미는 것이 보통이다.
오스트리아식 커틀릿인 슈니첼 형태로 납작하게 만드는 슈니첼 코르동 블뢰(Schnitzel Cordon Bleu)도 있다. 독일에서 코르동 블뢰는 보통 이쪽을 가리키는 경우가 많다.
이 코르동 블뢰가 일본으로 건너가면서 얇은 돼지고기를 사용하면서 돈가스 형태로 발전시켰다. 일본식 발음으로 코돈부르라고 부르며 한국에서 볼 수 있는 치즈돈가스가 이런 일본식 코돈부르에서 따온 것이다.

## 같이 보기
- 키이우 커틀릿 (음식)
- 튀김옷 커틀릿
- 소를 넣은 음식 목록